# Afropisaura
Afropisaura is een geslacht van spinnen uit de  familie van de kraamwebspinnen (Pisauridae).

## Soorten
- Afropisaura valida (Eugène Simon, 1886)
- Afropisaura ducis (Embrik Strand, 1908)
- Afropisaura rothiformis (Embrik Strand, 1908)